# Acropoli di Alatri
L'Acropoli di Alatri, nota localmente come Civita, è posta nel cuore del centro storico di Alatri, sulla cima del colle su cui sorge la città, a circa 500 m s.l.m. La rocca è cinta da mura in opera poligonale, dette mura ciclopiche; vi si accede da due porte (Porta Maggiore e Porta Minore) e da una rampa alla base della quale si ergeva in antichità un portico di cui rimangono alcune rovine. Su di essa sorgono la concattedrale di San Paolo e il vescovado.

## Descrizione
(Ferdinand Gregorovius)

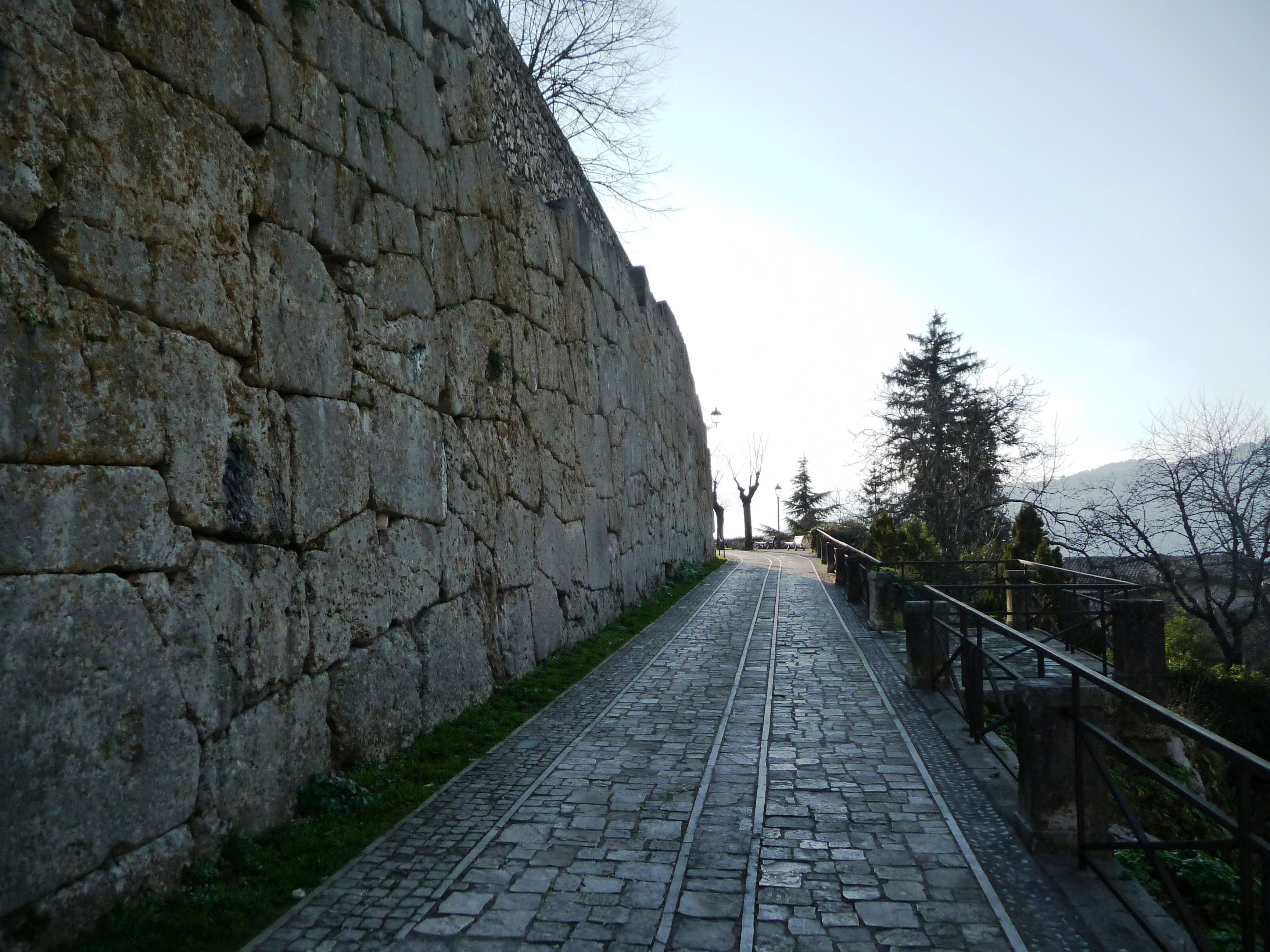
Il lato nord delle mura dell'Acropoli

Le mura sono costituite da diversi strati di megaliti polimorfi, provenienti dalla stessa collina e fatti combaciare perfettamente ad incastro senza l'ausilio di calce o cementi (opera poligonale); con il loro perimetro descrivono un'area trapezoidale di 19.000 mq.
Raggiungono la massima elevazione nel Pizzale, cioè l'angolo sud-orientale: rastremato verso l'alto, è costituito da quindici grandi blocchi sovrapposti; la pietra angolare di base presenta un bassorilievo raffigurante una figura alata che tuttavia è stato anche interpretato come un globo solare, probabile omaggio al Sole che sorge da questo lato.

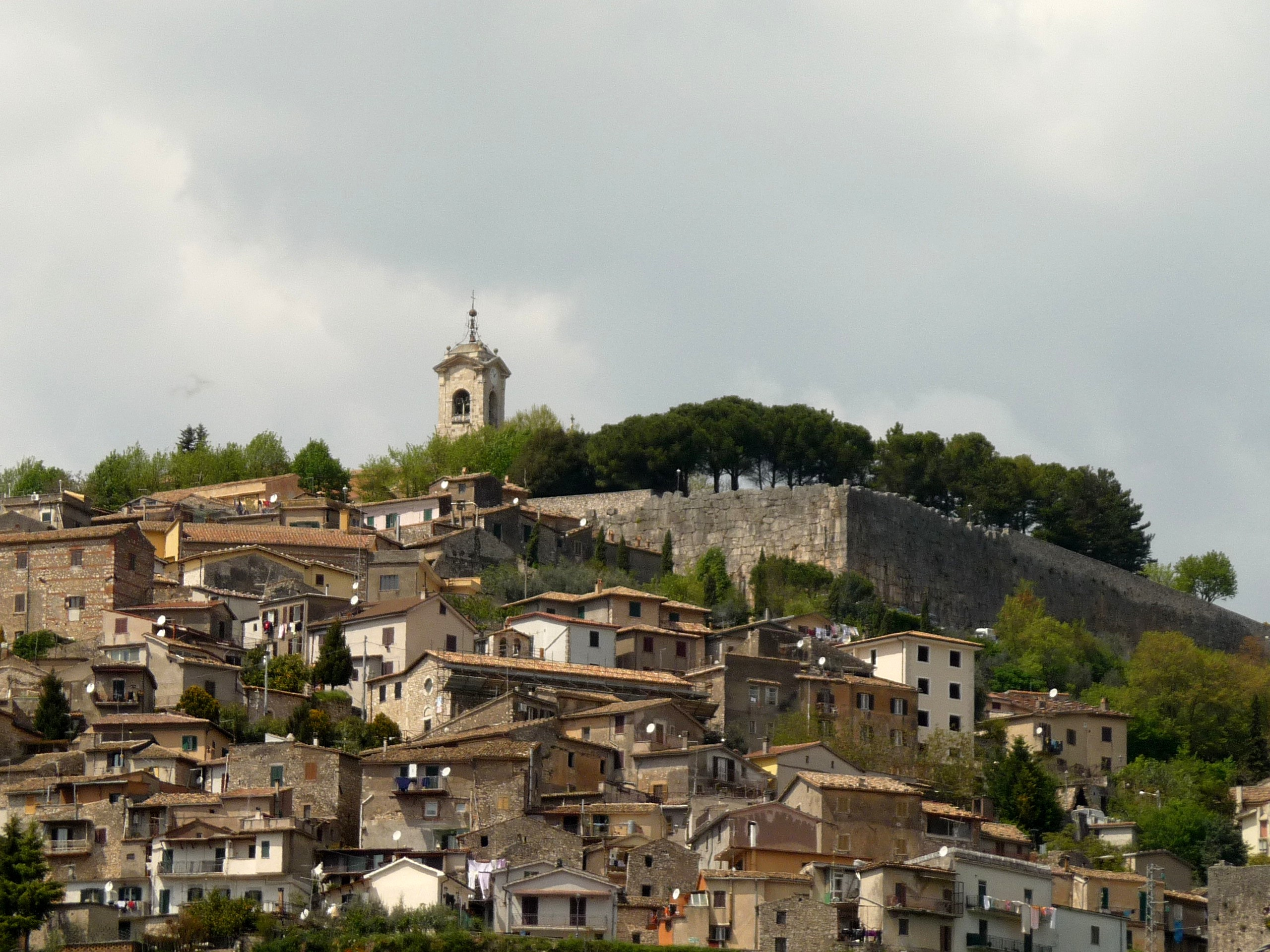
Angolo sud-est dell'acropoli (Pizzale)

La storicizzazione della costruzione delle mura è controversa, l'archeologo francese Louis Charles François Petit-Radel (1756-1836) pose la datazione della fondazione di Alatri prima della Seconda Colonia Pelasgica, risalente al 1539 a.C., mentre la scienza archeologica ha sostenuto l'origine ernica e la complessiva ristrutturazione in età romana, mentre alcuni studiosi le collocano al VI secolo a.C., altri ben quattro secoli prima; l'archeologo Filippo Coarelli ha proposto una datazione al IV-III secolo a.C..
Per la fortificazione sono state supposte connessioni di tipo archeoastronomico, secondo l'ipotesi che il suo perimetro ripercorrerebbe quello disegnato nel cielo dalla costellazione dei Gemelli al solstizio d'estate, ma il particolare perimetro della cinta muraria dell'acropoli è più verosimilmente un adattamento alla naturale conformazione del colle.

La spianata dell'acropoli nel 1900

La portata e l'ottima conservazione del recinto murario suscitarono grande ammirazione nello scrittore tedesco Ferdinand Gregorovius. L'area dell'Acropoli era stata restaurata nel 1843, soltanto pochi anni prima della visita dello scrittore: i cittadini di Alatri, in occasione della visita di papa Gregorio XVI lavorarono per dieci giorni consecutivi per ripulire le mura e costruire un accesso alla parte superiore della città antica, realizzando la strada che ne percorre il perimetro, che in onore del papa fu chiamata via Gregoriana. 
L'Acropoli presenta due porte d'ingresso. Le due porte hanno un'importante proprietà matematica: il rapporto altezza/base è coincidente, con buona approssimazione, alla sezione aurea.
Nel medioevo l'Acropoli, perdendo in parte le sue funzioni di area sacra, venne fortificata e divenne parte del centro abitato, sorgendovi numerose abitazioni: al suo interno sono state rinvenute alcune rovine di tale insediamento, distrutto nel 1326 per ordine del rettore di Campagna e Marittima a seguito della cacciata di Francesco de Ceccano, che vi si era insediato occupandola. Su di essa rimasero da allora solo la Cattedrale di San Paolo e il vescovado (riedificato tra il 1337 e il 1342) che nei sotterranei ospitava una prigione mentre nel raccolto giardino adiacente, delimitato da mura, si trovava un cimitero che funzionò fino al 1846. Sull'ampia spianata circostante, nel XX secolo sono stati piantati lunghi filari di alberi che hanno fatto dell'acropoli un parco nel cuore della città. Sempre nel Novecento, a ridosso della cattedrale venne eretto l'edificio in pietra che occulta un serbatoio dell'acqua.
La cattedrale poggia sui resti di un'antica ara della quale resta visibile, sotto il lato nord della basilica, parte del basamento in opera poligonale.

### Porta Maggiore

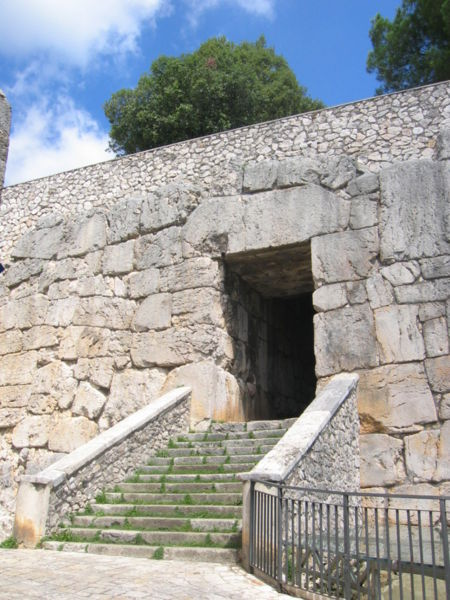
Porta Maggiore. Sulla destra è visibile la protezione della cisterna romana ora ricoperta

La Porta Maggiore, sita sul lato meridionale delle mura, è alta 4,5 metri e larga 2,68 e presenta un architrave monolitico di sorprendenti dimensioni (4,0x5,13x1,3 m, peso stimato in 27 tonnellate), secondo in Europa soltanto alla Porta dei Leoni di Micene. Fu costruita contestualmente alle mura come accesso alla città. Era chiusa da un cancello o da travi, come testimoniano i fori ancora presenti nell'architrave, e immette in una galleria a dolmen lunga quasi 11 metri. La scalinata che conduce alla porta è parte dei rifacimenti ottocenteschi.
A lato della porta, durante recenti lavori che hanno interessato via Gregoriana, è stata scoperta una cisterna, poi nuovamente interrata, che si ritiene sia il lacus ad portam nominato nell'epigrafe del censore Lucio Betilieno Varo tra le opere da lui fatte realizzare nel II secolo a.C.

### Porta Minore

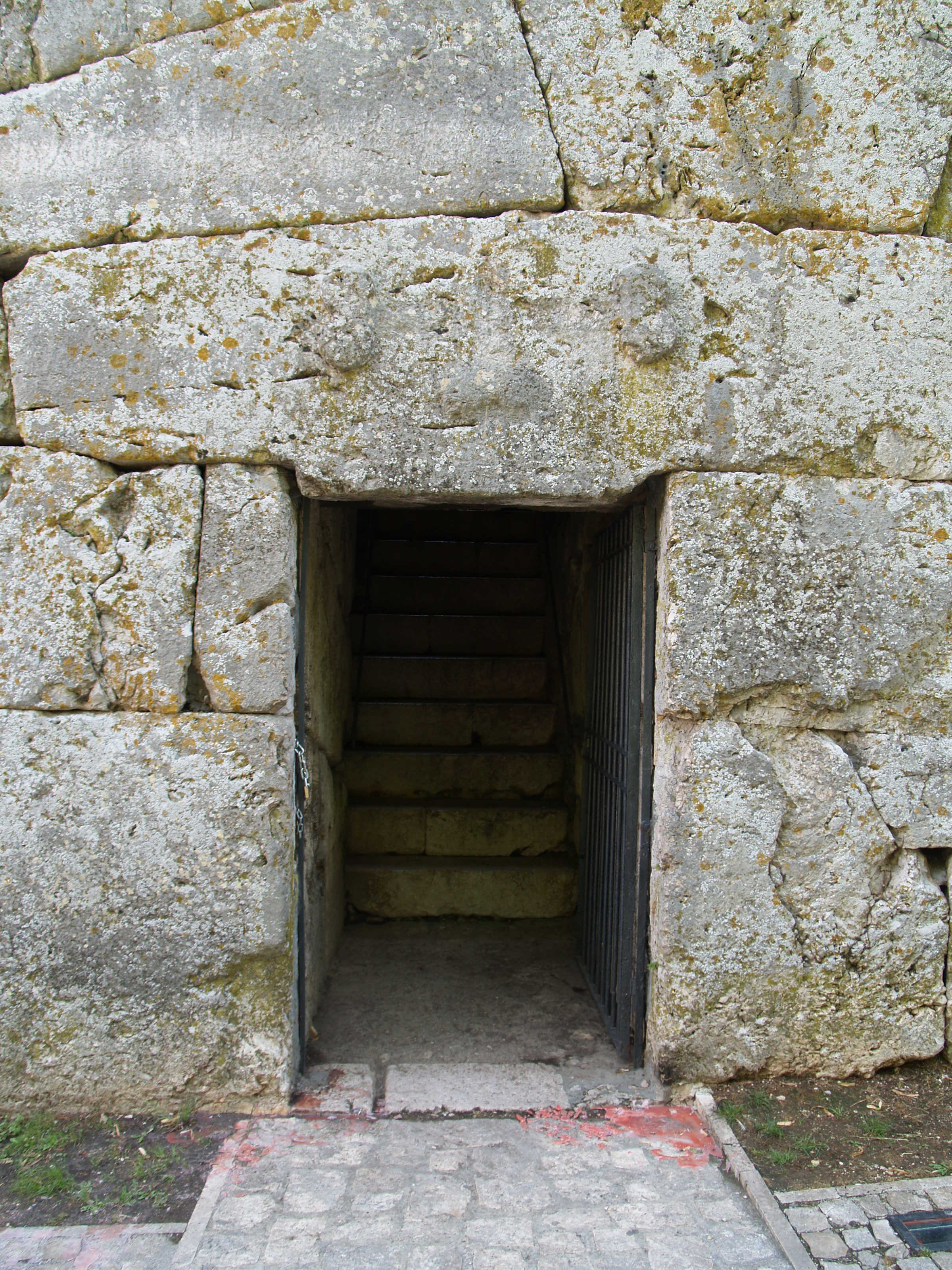
La Porta Minore

La Porta Minore o Porta dei Falli o anche Grotta del Seminario, collocata sul lato settentrionale è molto più piccola (m 2,12 x 1,16) ed immette in un angusto corridoio ascendente, perfettamente conservato, coperto con 9 monoliti in progressivo aggetto (9 come i mesi di gravidanza): un sistema di copertura che trova riscontro solo nell'interno della piramide di Menfi.
Il nome di Porta dei Falli è legato alle incisioni che sovrastano la porta stessa: tre falli, ormai deteriorati dal tempo, che stanno a simboleggiare la fertilità. Nell'antichità, infatti, si ritiene che tale passaggio sia servito per i riti pagani, e il simbolo, comune anche ai tempi degli antichi romani, era di buon augurio per chiunque percorresse la scalinata della porta senza mai fermarsi. In alto a sinistra è possibile notare alcune iscrizioni in lingua osca.

### Le nicchie
Nei pressi della Porta Maggiore si aprono nelle mura tre grandi false porte rettangolari, della profondità di 90 cm circa, edificate per il transito delle divinità, mentre per alcuni la funzione resta oscura .

### Portico di Betilieno
Lungo il pendio che si sviluppa al di sotto del lato settentrionale dell'Acropoli si trovano i resti di un portico che venne fatto realizzare dal censore Lucio Betilieno Varo nella seconda metà del II secolo a.C. per collegare l'acropoli al foro cittadino (dove attualmente è Piazza Santa Maria Maggiore).
Dell'opera, originariamente costituita da una lunga struttura colonnata templiforme, restano, limitatamente all'ultimo tratto, che correva addossato al muro settentrionale dell'area sacra, parte dello stilobate con il sistema di canalizzazione delle acque piovane, e le basi di alcune colonne. Il percorso terminava all'inizio della rampa che tuttora costituisce il più agevole accesso all'acropoli: alla sommità di questa fa mostra di sé un leone di pietra calcarea, che fu rinvenuto nel 1816 tra le rovine della scomparsa chiesa di Sant'Angelo in formis, ma che in origine doveva provenire da un sepolcro monumentale tardo-repubblicano.